# Cynolebias griseus
Cynolebias griseus är en fiskart som beskrevs av Costa, Lacerda och Brasil, 1990. Cynolebias griseus ingår i släktet Cynolebias och familjen Rivulidae. Inga underarter finns listade i Catalogue of Life.